# Síň Lipských
Síň Lipských aneb První české MÚZYum je muzeum, umístěné v prostorách Šrejnarovského domu v Pelhřimově. Celé je věnováno členům umělecké dynastie Lipských. Tuto dynastii zde zastupuje zejména tvorba režiséra Oldřicha Lipského a jeho bratra herce Lubomíra Lipského.

## Expozice
Celé muzeum je rozděleno do třech částí. První návštěvníky informuje o životě a tvorbě této dynastie. Zmapováno je zde jejich působení v Pelhřimově, a také divadelní činnost – od ochotnických počátků v pelhřimovském Riegeru přes Divadlo satiry až po Lubomírova angažmá v pražských divadlech. Vystaveny jsou rovněž články a recenze jejich prací.
Druhá je pak zaměřená především na filmovou tvorbu. Ve zde umístěném biografu se nacházejí scénky z filmů bratrů Lipských, včetně monologu alchymisty, kterého si Lubomír zahrál ve filmu Císařův pekař. Kromě toho sem byla umístěna také ocenění, která za své filmy Oldřich obdržel, snímky z natáčení filmů a filmové plakáty.
Ve třetí části, pojmenované podle jednoho Oldřichova filmu Velká filmová loupež, se nacházejí připomínky jejich slavných filmů. Mezi nimi nechybí např. filmy Marečku, podejte mi pero!, Šest medvědů s Cibulkou, Adéla ještě nevečeřela, Čtyři vraždy stačí, drahoušku či pohádka Tři veteráni.